# Volley-Ball Nantes 2013-2014
Questa voce raccoglie le informazioni riguardanti il Volley-Ball Nantes nelle competizioni ufficiali della stagione 2013-2014.

## Organigramma societario
Area direttiva
- Presidente: Monique Bernard

Area tecnica
- Allenatore: Sylvain Quinquis
- Allenatore in seconda: Dominique Duvivier

## Rosa
| N° | Nome                  | Ruolo | Data di nascita  | Nazionalità sportiva |
| -- | --------------------- | ----- | ---------------- | -------------------- |
| 1  | Angelina Bland        | C     | 26 aprile 1984   | Belgio               |
| 2  | Els Vandesteene       | S     | 30 maggio 1987   | Belgio               |
| 3  | Sherri Williams       | C     | 14 gennaio 1982  | Stati Uniti          |
| 4  | Nikolétta Koutouxídou | P     | 10 gennaio 1980  | Grecia               |
| 6  | Mirna Basic           | P     | 5 dicembre 1993  | Francia              |
| 8  | Ariel Turner          | S     | 1º agosto 1991   | Stati Uniti          |
| 9  | Veronica Minati       | S/O   | 9 maggio 1983    | Italia               |
| 10 | Luiza Ungerer         | L     | 14 gennaio 1988  | Brasile              |
| 12 | Clémentine Druenne    | S     | 5 dicembre 1993  | Francia              |
| 13 | Marion Gauthier-Rat   | C     | 13 febbraio 1993 | Francia              |
| 14 | Victoria Foucher      | S/O   | 28 maggio 1995   | Francia              |
| 16 | Shonda Cole           | S/O   | 21 giugno 1985   | Stati Uniti          |